# Општина Ђир
Општина Ђир (рум. Giera) је сеоска општина у округу Тимиш у западној Румунији. Општина је значајна по присутној српској националној мањини у Румунији, која је данас малобројна, али и даље присутна (5% становништва).

## Природни услови
Општина Ђир се налази у источном, румунском Банату, на граници са Србијом. Општина се налази у равничарском делу Баната, између река Тамиша и Брзаве, на удаљености од 70 km од Темишвара.

## Становништво и насеља
Општина Ђир имала је последњем попису 2002. године 1.321 становника.
Општина се састоји из 3 насеља:
- Граничари
- Ђир - седиште општине
- Тоагер

## Срби у општини
Срби у општини чине 5% становништва општине и живе у главном насељу, Ђиру. Остатак су првенствено Румуни (65%), затим Мађари (20%) и Роми (5%).